# Monarque roux
Symposiachrus rubiensis
Espèce
Statut de conservation UICN

 LC  : Préoccupation mineure
Le Monarque roux (Symposiachrus rubiensis) est une espèce d'oiseaux de la famille des Monarchidae.

## Répartition
Cet oiseau vit en Nouvelle-Guinée occidentale.

## Habitat
Il habite en plaine, dans les forêts subtropicales ou tropicales humides.